# Nikola Selaković (remero)
Nikola Selaković –en serbio, Никола Селаковић– (25 de julio de 1995) es un deportista serbio que compitió en remo. Ganó una medalla de bronce en el Campeonato Europeo de Remo de 2012, en la prueba de cuatro sin timonel ligero.

## Palmarés internacional
| Campeonato Europeo | Campeonato Europeo | Campeonato Europeo | Campeonato Europeo        |
| Año                | Lugar              | Medalla            | Prueba                    |
| ------------------ | ------------------ | ------------------ | ------------------------- |
| 2012               | Varese (Italia)    | Medalla de bronce  | Cuatro sin timonel ligero |